# أليس ديوب
أليس ديوب (بالفرنسية: Alice Diop) هي مخرجة فرنسية، ولدت في 1979 في أولنيه سو بوا في فرنسا.

## وصلات خارجية
- أليس ديوب على موقع IMDb (الإنجليزية)
- أليس ديوب على موقع ألو سيني (الفرنسية)
- أليس ديوب على موقع قاعدة بيانات الفيلم (الإنجليزية)